# جيسي أسبينال
جيسي أسبينال (بالإنجليزية: Jessie Aspinall)‏ هي طبيبة أسترالية، ولدت في 10 ديسمبر 1880 في فوربس ‏ في أستراليا، وتوفيت في 25 أغسطس 1953 في Haberfield, New South Wales ‏ في أستراليا.